# Eucalyptus camfieldii
Eucalyptus camfieldii är en myrtenväxtart som beskrevs av Joseph Henry Maiden. Eucalyptus camfieldii ingår i släktet Eucalyptus och familjen myrtenväxter. Inga underarter finns listade i Catalogue of Life.